# Crystal Kay/Diskografie
Diese Diskografie ist eine Übersicht über die musikalischen Werke der japanischen Sängerin Crystal Kay. Den Schallplattenauszeichnungen zufolge hat sie bisher mehr als 4,4 Millionen Tonträger verkauft. Ihre erfolgreichste Veröffentlichung ist die Single Koi ni Ochitara mit über 1,7 Millionen verkauften Einheiten.

## Alben

### Studioalben
| Jahr | Titel                         | Höchstplatzierung, Gesamtwochen, AuszeichnungChartsChartplatzierungen (Jahr, Titel, Platzierungen, Wochen, Auszeichnungen, Anmerkungen) | Anmerkungen                                                    |
| Jahr | Titel                         | JP | Anmerkungen                                                    |
| ---- | ----------------------------- | --- | -------------------------------------------------------------- |
| 2000 | C.L.L Crystal Lover Light     | JP60 (4 Wo.)JP | Erstveröffentlichung: 23. März 2000 Verkäufe JP: + 19.390      |
| 2001 | 637: Always and Forever       | JP19 Gold · (8 Wo.)JP | Erstveröffentlichung: 22. August 2001 Verkäufe JP: + 48.553    |
| 2003 | Almost Seventeen              | JP2 Platin · (59 Wo.)JP | Erstveröffentlichung: 8. Januar 2003 Verkäufe JP: + 354.913    |
| 2003 | 4 Real                        | JP6 Platin · (24 Wo.)JP | Erstveröffentlichung: 27. November 2003 Verkäufe JP: + 247.540 |
| 2003 | Natural: World Premiere Album | JP34 (9 Wo.)JP | Erstveröffentlichung: 17. Dezember 2003 Verkäufe JP: + 30.073  |
| 2005 | Crystal Style                 | JP2 Platin · (31 Wo.)JP | Erstveröffentlichung: 2. März 2005 Verkäufe JP: + 296.756      |
| 2006 | Call Me Miss…                 | JP2 Platin · (17 Wo.)JP | Erstveröffentlichung: 22. Februar 2006 Verkäufe JP: + 250.698  |
| 2007 | All Yours                     | JP1 Gold · (14 Wo.)JP | Erstveröffentlichung: 20. Juni 2007 Verkäufe JP: + 136.841     |
| 2008 | Color Change!                 | JP8 Gold · (7 Wo.)JP | Erstveröffentlichung: 6. August 2008 Verkäufe JP: + 33.290     |
| 2010 | Spin the Music                | JP42 (6 Wo.)JP | Erstveröffentlichung: 8. Dezember 2010 Verkäufe JP: + 8.535    |
| 2012 | Vivid                         | JP35 (4 Wo.)JP | Erstveröffentlichung: 27. Juni 2012 Verkäufe JP: + 5.461       |
| 2015 | Shine                         | JP10 (9 Wo.)JP | Erstveröffentlichung: 16. Dezember 2015 Verkäufe JP: + 17.272  |
| 2018 | For You                       | JP30 (4 Wo.)JP | Erstveröffentlichung: 13. Juni 2018 Verkäufe JP: + 3.691       |

### Kompilationen
| Jahr | Titel               | Höchstplatzierung, Gesamtwochen, AuszeichnungChartsChartplatzierungen (Jahr, Titel, Platzierungen, Wochen, Auszeichnungen, Anmerkungen) | Anmerkungen                                                    |
| Jahr | Titel               | JP | Anmerkungen                                                    |
| ---- | ------------------- | --- | -------------------------------------------------------------- |
| 2004 | CK5                 | JP2 Platin · (48 Wo.)JP | Erstveröffentlichung: 30. Juni 2004 Verkäufe JP: + 283.415     |
| 2009 | Best of Crystal Kay | JP3 Gold · (14 Wo.)JP | Erstveröffentlichung: 2. September 2009 Verkäufe JP: + 155.799 |
| 2011 | Love Song Best      | JP81 (5 Wo.)JP | Erstveröffentlichung: 14. Dezember 2011 Verkäufe JP: + 4.109   |

### Remixalben
| Jahr | Titel                  | Höchstplatzierung, Gesamtwochen, AuszeichnungChartsChartplatzierungen (Jahr, Titel, Platzierungen, Wochen, Auszeichnungen, Anmerkungen) | Anmerkungen                                                |
| Jahr | Titel                  | JP | Anmerkungen                                                |
| ---- | ---------------------- | --- | ---------------------------------------------------------- |
| 2009 | The Best Remixes of CK | JP195 (1 Wo.)JP | Erstveröffentlichung: 16. Dezember 2009 Verkäufe JP: + 817 |

### EPs
| Jahr | Titel          | Höchstplatzierung, Gesamtwochen, AuszeichnungChartsChartplatzierungen (Jahr, Titel, Platzierungen, Wochen, Auszeichnungen, Anmerkungen) | Anmerkungen                                                   |
| Jahr | Titel          | JP | Anmerkungen                                                   |
| ---- | -------------- | --- | ------------------------------------------------------------- |
| 2007 | Shining        | JP21 (4 Wo.)JP | Erstveröffentlichung: 28. November 2007 Verkäufe JP: + 11.861 |
| 2010 | Flash          | JP29 (4 Wo.)JP | Erstveröffentlichung: 16. Juni 2010 Verkäufe JP: + 5.574      |
| 2023 | Start Again EP | — | Erstveröffentlichung: 24. Februar 2023                        |

### Coveralben
| Jahr | Titel  | Höchstplatzierung, Gesamtwochen, AuszeichnungChartsChartplatzierungen (Jahr, Titel, Platzierungen, Wochen, Auszeichnungen, Anmerkungen) | Anmerkungen                          |
| Jahr | Titel  | JP | Anmerkungen                          |
| ---- | ------ | --- | ------------------------------------ |
| 2021 | I Sing | JP61 (12 Wo.)JP | Erstveröffentlichung: 21. April 2021 |

### Soundtracks
| Jahr | Titel | Höchstplatzierung, Gesamtwochen, AuszeichnungChartsChartplatzierungen (Jahr, Titel, Platzierungen, Wochen, Auszeichnungen, Anmerkungen) | Anmerkungen                                           |
| Jahr | Titel | JP | Anmerkungen                                           |
| ---- | ----- | --- | ----------------------------------------------------- |
| 2023 | A2Z   | — | Erstveröffentlichung: 1. März 2023 mit Akihiro Manabe |

## Singles

### Als Leadmusikerin
| Jahr | Titel Album                                                                                                   | Höchstplatzierung, Gesamtwochen, AuszeichnungChartsChartplatzierungen (Jahr, Titel, Album, Platzierungen, Wochen, Auszeichnungen, Anmerkungen) | Anmerkungen |
| Jahr | Titel Album                                                                                                   | JP | Anmerkungen |
| ---- | --- | --- | --- |
| 1999 | Eternal Memories C.L.L Crystal Lover Light                                                                    | JP47 (4 Wo.)JP | Erstveröffentlichung: 1. Juli 1999 Verkäufe JP: + 19.990                                                         |
| 1999 | Teenage Universe: Chewing Gum Baby C.L.L Crystal Lover Light                                                  | JP47 (3 Wo.)JP | Erstveröffentlichung: 8. September 1999 Verkäufe JP: + 12.880                                                    |
| 1999 | Komichi no Hana (こみちの花) Blumen auf dem Weg C.L.L Crystal Lover Light                                     | JP80 (1 Wo.)JP | Erstveröffentlichung: 3. November 1999 Verkäufe JP: + 2.720                                                      |
| 2000 | Shadows of Desire C.L.L Crystal Lover Light                                                                   | JP47 (4 Wo.)JP | Erstveröffentlichung: 23. März 2000 Verkäufe JP: + 19.990                                                        |
| 2001 | Girl’s Night 637: Always and Forever                                                                          | JP100 (1 Wo.)JP | Erstveröffentlichung: 9. Mai 2001 Verkäufe JP: + 2.010                                                           |
| 2001 | Ex-Boyfriend 637: Always and Forever                                                                          | JP44 (5 Wo.)JP | Erstveröffentlichung: 4. Juli 2001 Verkäufe JP: + 20.640 mit Verbal                                              |
| 2001 | Think of U Almost Seventeen                                                                                   | JP60 (2 Wo.)JP | Erstveröffentlichung: 28. November 2001 Verkäufe JP: + 7.200                                                     |
| 2002 | Hard to Say Almost Seventeen                                                                                  | JP26 (11 Wo.)JP | Erstveröffentlichung: 7. August 2002 Verkäufe JP: + 45.420                                                       |
| 2002 | Girl U Love Almost Seventeen                                                                                  | JP156 (1 Wo.)JP | Erstveröffentlichung: 23. Oktober 2002 Verkäufe JP: + 901                                                        |
| 2003 | Boyfriend: Part II 4 Real                                                                                     | JP23 Gold (Digital) · (10 Wo.)JP | Erstveröffentlichung: 22. Januar 2003 Verkäufe JP: + 32.998                                                      |
| 2003 | I Like It 4 Real                                                                                              | JP8 (13 Wo.)JP | Erstveröffentlichung: 18. Juni 2003 Verkäufe JP: + 58.373 mit M-Flo                                              |
| 2003 | Candy 4 Real                                                                                                  | JP21 (5 Wo.)JP | Erstveröffentlichung: 22. Oktober 2003 Verkäufe JP: + 14.828                                                     |
| 2003 | Can’t Be Stopped 4 Real                                                                                       | JP146 (1 Wo.)JP | Erstveröffentlichung: 27. November 2003 Verkäufe JP: + 863                                                       |
| 2004 | Motherland CK5                                                                                                | JP9 (10 Wo.)JP | Erstveröffentlichung: 12. Mai 2004 Verkäufe JP: + 43.146                                                         |
| 2004 | Bye My Darling! Crystal Style                                                                                 | JP40 (5 Wo.)JP | Erstveröffentlichung: 27. November 2004 Verkäufe JP: + 7.235                                                     |
| 2005 | Kiss Crystal Style                                                                                            | JP10 Gold (Mobile Downloads) · (13 Wo.)JP | Erstveröffentlichung: 26. Januar 2005 Verkäufe JP: + 64.699                                                      |
| 2005 | Koi ni Ochitara (恋におちたら) Wenn ich verliebt bin Call Me Miss...                                          | JP2 ×2Platin + Doppelplatin (Digital) · (37 Wo.)JP                                                                                             | Erstveröffentlichung: 18. Mai 2005 · Verkäufe JP: + 295.456 · + JP: Diamant (Klingelton), + JP: Gold (Streaming) |
| 2005 | Two as One Call Me Miss...                                                                                    | JP2 Gold + Gold (Mobile Downloads) · (14 Wo.)JP                                                                                                | Erstveröffentlichung: 5. Oktober 2005 Verkäufe JP: + 107.262 mit Chemistry                                       |
| 2006 | Kirakuni / Together (Komfortabel) Call Me Miss...                                                             | JP27 (5 Wo.)JP | Erstveröffentlichung: 8. Februar 2006 Verkäufe JP: + 14.048                                                      |
| 2007 | Kitto Eien ni (きっと永遠に) Sicherlich für immer All Yours                                                   | JP12 Gold (Mobile Downloads) · (7 Wo.)JP | Erstveröffentlichung: 17. Januar 2007 Verkäufe JP: + 19.615                                                      |
| 2007 | Konna ni Chikaku de… (こんなに近くで...) Diese Nähe… All Yours                                                | JP14 Gold (Mobile Downloads) · (8 Wo.)JP | Erstveröffentlichung: 28. Februar 2007 Verkäufe JP: + 15.158                                                     |
| 2007 | Anata no Soba de (あなたのそばで) An deiner Seite All Yours                                                   | JP30 (4 Wo.)JP | Erstveröffentlichung: 16. Mai 2007 Verkäufe JP: + 6.483                                                          |
| 2008 | Namida no Saki ni (涙のさきに) Zwischen den Tränen Color Change!                                              | JP42 (3 Wo.)JP | Erstveröffentlichung: 11. Juni 2008 Verkäufe JP: + 3.587                                                         |
| 2008 | One Color Change!                                                                                             | JP32 (6 Wo.)JP | Erstveröffentlichung: 16. Juli 2008 Verkäufe JP: + 6.522                                                         |
| 2008 | Deaete Kiseki (出会えた奇跡) Das Wunder, dich getroffen zu haben All Yours                                    | — | Erstveröffentlichung: 15. Dezember 2008                                                                          |
| 2009 | After Love: First Boyfriend / Girlfriend Best of Crystal Kay / Spin the Music                                 | JP31 (3 Wo.)JP | Erstveröffentlichung: 12. August 2009 Verkäufe JP: + 3.966 mit Kaname / BoA                                      |
| 2010 | Flash | — | Erstveröffentlichung: 24. Februar 2010                                                                           |
| 2010 | Victoria – | — | Erstveröffentlichung: 19. Mai 2010                                                                               |
| 2010 | Time of Love –                                                                                                | — | Erstveröffentlichung: 15. September 2010                                                                         |
| 2010 | Journey: Kimi to Futari de (Journey: 君と二人で) Zusammen mit dir Spin the Music                              | JP192 (1 Wo.)JP | Erstveröffentlichung: 24. November 2010 Verkäufe JP: + 396                                                       |
| 2011 | Superman Vivid                                                                                                | JP55 (3 Wo.)JP | Erstveröffentlichung: 14. Dezember 2011 Verkäufe JP: + 3.096                                                     |
| 2012 | Delicious na Kinyōbi / Haruarashi (デリシャスな金曜日 / ハルアラシ) Köstlicher Freitag / Frühlingssturm Vivid | JP171 (1 Wo.)JP | Erstveröffentlichung: 14. März 2012 Verkäufe JP: + 375                                                           |
| 2012 | Forever Vivid                                                                                                 | — | Erstveröffentlichung: 6. Juni 2012                                                                               |
| 2013 | My Heart Beat –                                                                                               | — | Erstveröffentlichung: 27. Februar 2013                                                                           |
| 2014 | Busy Doing Nothing –                                                                                          | — | Erstveröffentlichung: 23. Februar 2014                                                                           |
| 2014 | Rule Your World –                                                                                             | — | Erstveröffentlichung: 6. Mai 2014                                                                                |
| 2014 | Dum Ditty Dumb –                                                                                              | — | Erstveröffentlichung: 13. August 2014                                                                            |
| 2015 | The Light –                                                                                                   | — | Erstveröffentlichung: 10. April 2015                                                                             |
| 2015 | Kimi ga Ita Kara (君がいたから) Weil du hier bist Shine                                                       | JP27 Gold (Digital) · (6 Wo.)JP | Erstveröffentlichung: 3. Juni 2015 Verkäufe JP: + 5.856                                                          |
| 2015 | Revolution Shine                                                                                              | JP6 (10 Wo.)JP | Erstveröffentlichung: 16. September 2015 Verkäufe JP: + 18.839 mit Namie Amuro                                   |
| 2015 | Nando Demo (何度でも) Eine beliebige Anzahl von Malen Shine                                                   | JP6 Gold (Digital) · (10 Wo.)JP | Erstveröffentlichung: 22. Oktober 2015 Verkäufe JP: + 80.766                                                     |
| 2016 | Sakura (サクラ) Kirschblüte For You                                                                           | JP30 (4 Wo.)JP | Erstveröffentlichung: 23. März 2016 Verkäufe JP: + 2.978                                                         |
| 2016 | Waiting for You (CM Version) –                                                                                | — | Erstveröffentlichung: 1. Juni 2016                                                                               |
| 2016 | Lovin’ You For You                                                                                            | JP149 (1 Wo.)JP | Erstveröffentlichung: 14. September 2016 Verkäufe JP: + 310                                                      |
| 2017 | Faces For You                                                                                                 | — | Erstveröffentlichung: 17. Februar 2017                                                                           |
| 2018 | Shiawase tte. (幸せって。) Du bist glücklich For You                                                          | — | Erstveröffentlichung: 19. April 2018                                                                             |
| 2019 | Beautiful –                                                                                                   | — | Erstveröffentlichung: 6. November 2019                                                                           |
| 2020 | Utautai no Ballad (歌うたいのバラッド) Ballad I Want to Sing I Sing                                           | — | Erstveröffentlichung: 2020                                                                                       |
| 2020 | I Love... I Sing                                                                                              | — | Erstveröffentlichung: 2020                                                                                       |
| 2021 | Hitori Ja Naikara (ひとりじゃないから) Because I’m Not Alone –                                                | — | Erstveröffentlichung: 2021                                                                                       |
| 2021 | Say My Name –                                                                                                 | — | Erstveröffentlichung: 2021 Tetsu & Crystal Kay                                                                   |
| 2021 | Just for One Night –                                                                                          | — | Erstveröffentlichung: 2021 mit Bsmntprty and Niko Brim                                                           |
| 2022 | Gimme Some –                                                                                                  | — | Erstveröffentlichung: 2022 mit Daichi Yamamoto                                                                   |
| 2022 | No Pressure –                                                                                                 | — | Erstveröffentlichung: 2022 feat. VivaOla                                                                         |
| 2022 | Love Me – | — | Erstveröffentlichung: 2022                                                                                       |
| 2023 | Start Again Start Again EP & A2Z                                                                              | — | Erstveröffentlichung: 2023                                                                                       |
| 2023 | How You Feel Start Again EP & A2Z                                                                             | — | Erstveröffentlichung: 2023 feat. VivaOla                                                                         |
| 2023 | Spark Start Again EP & A2Z                                                                                    | — | Erstveröffentlichung: 2023                                                                                       |
| 2024 | That Girl –                                                                                                   | — | Erstveröffentlichung: 2024                                                                                       |

### Als Gastmusikerin
| Jahr | Titel Album                                                                               | Höchstplatzierung, Gesamtwochen, AuszeichnungChartsChartplatzierungen (Jahr, Titel, Album, Platzierungen, Wochen, Auszeichnungen, Anmerkungen) | Anmerkungen |
| Jahr | Titel Album                                                                               | JP | Anmerkungen |
| ---- | ----------------------------------------------------------------------------------------- | --- | --- |
| 2001 | Lost Child Satorare Original Soundtrack / 637: Always and Forever                         | JP55 (5 Wo.)JP | Erstveröffentlichung: 15. Februar 2001 Verkäufe JP: + 14.960 mit Shin’ichi Ōsawa und Hiroshi Fujiwara             |
| 2003 | Reeewind! Astromantic                                                                     | JP9 (10 Wo.)JP | Erstveröffentlichung: 18. Juni 2003 Verkäufe JP: + 49.519 mit M-Flo                                               |
| 2009 | Eien / Universe / Believe in Love (永遠 / Universe / Believe in Love) Ewigkeit Best & USA | JP8 (5 Wo.)JP | Erstveröffentlichung: 18. Februar 2009 Verkäufe JP: + 22.354 Single mit BoA                                       |
| 2010 | Lovin’ You (ラヴィン・ユー Ravin Yū) Beat Connection                                      | — | Erstveröffentlichung: 2010 mit Shota Shimizu, Mummy-D, Seamo, Dohzi-T                                             |
| 2012 | All You Need Is Love –                                                                    | JP11 (8 Wo.)JP | Erstveröffentlichung: 7. März 2012 Verkäufe JP: + 25.848; Projekt-Single als Mitglied von Japan United with Music |
| 2012 | Answer Much Love                                                                          | JP77 (1 Wo.)JP | Erstveröffentlichung: 11. April 2012 Verkäufe JP: + 717 mit Tee                                                   |
| 2012 | Where the Wild Things Are Dirty Bass                                                      | — | Erstveröffentlichung: 2012 Far East Movement feat. Crystal Kay and Stereotypes                                    |
| 2012 | Physical –                                                                                | — | Erstveröffentlichung: 27. Juli 2012 mit Bradberry Orchestra, Shikao Suga und Salyu                                |
| 2012 | Endless Love –                                                                            | — | Erstveröffentlichung: 10. Oktober 2012 mit Lionel Richie                                                          |
| 2012 | Fantastic Journey Wonder Tourism                                                          | — | Erstveröffentlichung: 10. Oktober 2012 Daishi Dance feat. Crystal Kay                                             |
| 2013 | Inochi no Rhythm (イノチノリズム) Rhythmus des Lebens –                                   | JP5 (5 Wo.)JP | Erstveröffentlichung: 16. Januar 2013 Verkäufe JP: + 20.091 als Mitglied von Dance Earth Party                    |
| 2016 | Rock City The Future                                                                      | — | Erstveröffentlichung: 2016 Exile Shokichi feat. Sway & Crystal Kay                                                |
| 2017 | Play That 360° ChamberZ                                                                   | — | Erstveröffentlichung: 2017 PKCZ feat. Hiroomi Tosaka, Crystal Kay & Crazyboy                                      |
| 2018 | Hot Like You (Fire) The Recipe                                                            | — | Erstveröffentlichung: 2018 Freddy Browne feat. Jimmy Cozier & Crystal Kay                                         |
| 2018 | Anata no Shiranai Watashitachi (あなたの知らない私たち) The Us You Don’t Know Lavender    | JP61 (1 Wo.)JP | Erstveröffentlichung: 2018 Chay feat. Crystal Kay                                                                 |

## Videoalben und Musikvideos

### Videoalben
| Jahr | Titel                                                    | Höchstplatzierung, Gesamtwochen, AuszeichnungChartsChartplatzierungen (Jahr, Titel, Platzierungen, Wochen, Auszeichnungen, Anmerkungen) | Anmerkungen                                              |
| Jahr | Titel                                                    | JP | Anmerkungen                                              |
| ---- | -------------------------------------------------------- | --- | -------------------------------------------------------- |
| 2004 | CK 99-04 Music Clips                                     | JP19 (5 Wo.)JP | Erstveröffentlichung: 30. Juni 2004 Verkäufe JP: + 7.511 |
| 2009 | CK 04-09 Music Clips 2: Decade                           | JP253 (1 Wo.)JP | Erstveröffentlichung: 2. Dezember 2009                   |
| 2010 | Crystal Kay Live in NHK Hall: 10th Anniversary Tour CK10 | JP122 (1 Wo.)JP | Erstveröffentlichung: 16. Juni 2010                      |
| 2013 | CK Live 2012: Vivid                                      | — | Erstveröffentlichung: 6. März 2013                       |

### Musikvideos
1. Eternal Memories
2. Teenage Universe: Chewing Gum Baby
3. Komichi no Hana
4. Shadows of Desire
5. Girl’s Night
6. Think of U
7. Hard to Say
8. Girl U Love
9. Boyfriend: Part 2
10. Candy
11. Can’t Be Stopped
12. Motherland
13. Bye My Darling!
14. Kiss
15. Koi ni Ochitara
16. Kirakuni
17. Kitto Eien ni
18. Konna ni Chikaku de…
19. Anata no Soba de
20. Dream World
21. Shining
22. Namida no Saki ni
23. One
24. Flash
25. Journey: Kimi to Futari de
26. Superman
27. Derishasu na Kinyoubi
28. Forever
29. What We Do
30. Busy Doing Nothing
31. Rule Your World
32. Dum Ditty Dumb
33. Kimi ga Ita Kara
34. Nando Demo
35. Sakura
36. Lovin’ You
37. Shiawase tte.

- Zusammenarbeiten

1. Ex-Boyfriend (feat. Verbal)
2. Reeewind! / I Like It (feat. M-Flo)
3. Baby Cop (feat. Mummy-D)
4. Two as One (feat. Chemistry)
5. Love Don’t Cry (feat. M-Flo)
6. After Love: First Boyfriend (feat. Kaname)
7. Answer (feat. Tee)
8. Where the Wild Things Are (feat. Far East Movement)
9. Endless Love (feat. Lionel Richie)
10. Inochi no Rhythm als Dance Earth Party (イノチノリズム)
11. Revolution (feat. Namie Amuro)
12. Rock City (feat. Exile Shokichi und Sway)
13. Anata no Shiranai Watashitachi (feat. Chay)
14. Tayutau (feat. Lnol)

- Alternative Versionen

1. Hard to Say (Acoustic Version)
2. Can’t Be Stopped (English Version)
3. Koi ni Ochitara (Live Version)
4. Two as One (Live Version – Crystal Kay feat. Chemistry)
5. Konna ni Chikaku de… (Nodame Orchestra Live Version)
6. Kimi ga Ita Kara (Lip Version)
7. Sakura (Drama Version)

## Lieder
1. Eternal Memories
2. Fly Away
3. Teenage Universe: Chewing Gum Baby
4. Komichi no Hana (こみちの花)
5. Good Morning Sue
6. More Lovin’
7. Let’s Suika Dorobo (レッツすいかどろぼう)
8. Taka Taka Taka (タカ・タカ・タカ)
9. Darling P.P.P. (ダーリン)
10. Today Friend the Decoration Cake Kau Kau GO (トゥデー・フレンド・ザ・デコレーションケーキ・かうかう・)
11. Papa Donpi (パパどんピ)
12. Rainy Blue Day
13. C’mon Babe
14. Shadows of Desire
15. Girl’s Night
16. Curious
17. He Will Be Mine
18. Another Best Thing
19. Honey Glue
20. Tsuki no Nai Yoru, Michi no Nai Basho (月のない夜　道のない場所)
21. Holiday Fighter
22. Couldn’t Care Less
23. Think of U
24. Attitude
25. Missin’ U Baby
26. Girl U Love
27. Shooting Star Dust
28. Boyfriend (What Makes Me Fall in Love)
29. Hide ’n’ Seek
30. You’re My Fate
31. Move On
32. A Song for You
33. Boyfriend: Part II
34. Candy
35. Nice and Slow
36. I’m Not Alone
37. What Time Is It?
38. Can’t Be Stopped
39. Lead Me to the End
40. Can’t Be Stopped (Til the Sun Comes Up)
41. Motherland
42. As It Began
43. Bye My Darling!
44. Flowers
45. Mirai no Chizu (未来の地図)
46. Kiss
47. Got to Move On
48. Sweet Friends
49. Make You Mine
50. Bet You Don’t Know
51. Tears
52. Love It Take It
53. &Brand-New
54. Magic
55. We Gonna Boogie
56. My Everything
57. Home Girls
58. Koi ni Ochitara (恋におちたら)
59. Namida ga Afurete mo (涙があふれても)
60. Kirakuni
61. Together
62. Baby Girl
63. Hero
64. Telepathy (テレパシー)
65. KTK
66. I Know
67. Nobody but You
68. Fly to You
69. Kitto (きっと)
70. Happy Life
71. Kitto Eien ni (きっと永遠に)
72. As One
73. Konna ni Chikaku de… (こんなに近くで...)
74. Feel
75. Anata no Soba de (あなたのそばで)
76. Dream World
77. Anytime
78. Cherish
79. Still
80. Butterfly’s Garden
81. Escalator
82. Sugar Rain
83. I Wanna Be
84. Lonely Girl
85. Midnight Highway
86. Last Kiss
87. Shining
88. Snowflake
89. Happy 045 Xmas
90. Namida no Saki ni (涙のさきに)
91. Girl Move On
92. One
93. Suki (すき)
94. Good Times
95. Help Me Out
96. Itoshiihito
97. Kaerimichi (帰り道)
98. Toki no Kakera (トキノカケラ)
99. Time Goes by
100. I Can’t Wait
101. It’s a Crime
102. History
103. Deaeta Kiseki (出会えた奇跡)
104. Over and Over
105. Step by Step
106. Asa ga Mata Kuru (みんなでドリする)
107. Flash
108. Victoria
109. Never Say Goodbye
110. I Pray
111. Zutto (ずっと)
112. Time of Love
113. Journey: Kimi to Futari de (君と二人で)
114. Hold On
115. Konya wa No.1 (今夜は)
116. Kimi ga Ireba (君がいれば)
117. Goodbye
118. Love or Game
119. Hands Up
120. I’ll Be There
121. My Dear
122. Cannonball
123. Superman
124. Love Road
125. Derishasu na Kinyoubi (デリシャスな金曜日)
126. Haru Arashi (ハルアラシ)
127. Forever
128. Take It Outside
129. Memory Box
130. Be Mine
131. Yo Yo
132. Come Back to Me
133. What We Do
134. Fly High
135. Rising Sun
136. My Heart Beat
137. Kaze no Kanata (風の彼方)
138. Dum Ditty Dumb
139. Busy Doing Nothing
140. Rule Your World
141. The Light
142. Kimi ga Ita Kara (君がいたから)
143. Monologue
144. Shooting Star
145. Nando Demo (何度でも)
146. I’m Beautiful
147. Kimi to Futari Nara (君と二人なら)
148. Everlasting
149. Someday
150. Present
151. Sakura (サクラ)
152. Waiting for You
153. Forever Young
154. Lovin’ You
155. Silent Goodbye
156. Faces
157. Shiawase tte. (幸せって。)
158. Watashitachi (わたしたち)
159. I Just Wanna Fly
160. Talk to Me
161. Summer Fever
162. Can’t Stop Me
163. Beautiful

- Cover

1. Time After Time (original von Cyndi Lauper)
2. Make Me Whole (original von Amel Larrieux)
3. Love of a Lifetime (original von Honeyz)
4. Over the Rainbow (original von Judy Garland)
5. Liberty (original von Masayuki Suzuki)
6. No More Blue Christmas (original von Natalie Cole)
7. Happy (original von Michael Jackson)

- Zusammenarbeiten

1. Lost Child (mit Hiroshi Fujiwara und Shin’ichi Ōsawa)
2. Ex-Boyfriend (mit Verbal)
3. Feel the Same? (mit DJ Watarai und Big-O)
4. Hard to Say (mit Sora3000 und Sphere of Influence)
5. I Like It (mit M-Flo)
6. Reeewind! (mit M-Flo)
7. Get On! (mit M-Flo)
8. Kataomoi (片想い) (mit …)
9. Baby Cop (mit Mummy-D)
10. Two as One (mit Chemistry)
11. Love Don’t Cry (mit M-Flo)
12. Universe (mit BoA und Verbal)
13. Music Is Mine (mit Maboroshi)
14. After Love: First Boyfriend (mit Kaname)
15. Girlfriend (mit BoA)
16. Private Dancers (mit Mummy-D und Kreva)
17. Helpless Night (mit Jin Akanishi)
18. Thank You for Talking to Me Africa (mit Yellow Magic Orchestra)
19. Jungle Boogie (mit Okuda Tamio und Saito Kazuyoshi)
20. All You Need Is Love (als Japan United with Music)
21. Answer (mit Tee)
22. Where the Wild Things Are (mit Far East Movement)
23. Physical (mit Bradberry Orchestra, Shikao Suga und Salyu)
24. Fantastic Journey (mit Daishi Dance)
25. Eyes on Me (mit Final Fantasy Orchestral)
26. T.Y.L. (mit Skoop On Somebody)
27. I Don’t Care (mit Aklo)
28. Love on My Mind (mit Spicy Chocolate und Beenie Man)
29. All My Girls (mit Che’Nelle und Thelma Aoyama)
30. Revolution (mit Namie Amuro)
31. Revolution (PKCZ Remix) (mit Namie Amuro und Sway)
32. Very Special (mit Ryuuji Imaichi) (original von Debra Laws)
33. #Heartmelt (mit AK-69)
34. Rock City (mit Exile Shokichi und Sway)
35. Nekketsu (mit Nekfeu)
36. Play That (mit PKCZ, Hirōmi Tosaka und Crazyboy)
37. Without You (mit Jay’ed)
38. World Is Yours (mit PKCZ, Mighty Crown (Masta Simon), und Sami-T)
39. T-Rex (mit PKCZ, Crazyboy und Anarchy)
40. Anata no Shiranai Watashitachi (あなたの知らない私たち) (mit Chay)
41. Tayutau (mit Lnol)
42. Pixels (mit Nekfeu)

- Übergänge

1. Interlude P.P.P.
2. Tsurenai Guitar (つれないギター)
3. Interlude: My Ex
4. Interlude: Conditioner
5. Outro

## Statistik

### Chartauswertung
|                     | JP     |
| ------------------- | ------ |
| Nummer-eins-Alben   | JP1JP  |
| Top-10-Alben        | JP9JP  |
| Alben in den Charts | JP20JP |

|                       | JP     |
| --------------------- | ------ |
| Nummer-eins-Singles   | JP—JP  |
| Top-10-Singles        | JP10JP |
| Singles in den Charts | JP40JP |

|                          | JP    |
| ------------------------ | ----- |
| Nummer-eins-Videoalben   | JP—JP |
| Top-10-Videoalben        | JP—JP |
| Videoalben in den Charts | JP3JP |

### Auszeichnungen für Musikverkäufe
Anmerkung: Auszeichnungen in Ländern aus den Charttabellen bzw. Chartboxen sind in ebendiesen zu finden.
| Land/RegionAuszeichnungen für Musikverkäufe (Land/Region, Auszeichnungen, Verkäufe, Quellen) | Gold       | Platin     | Diamant  | Verkäufe  | Quellen        |
| -------------------------------------------------------------------------------------------- | ---------- | ---------- | -------- | --------- | -------------- |
| Japan (RIAJ)                                                                                 | 13× Gold13 | 8× Platin8 | Diamant1 | 4.450.000 | riaj.or.jp JP2 |
| Insgesamt                                                                                    | 13× Gold13 | 8× Platin8 | Diamant1 |           |                |